# جايسون إليوت
جايسون إليوت هو لاعب هوكي الجليد كندي، ولد في 10 نوفمبر 1975 في إينوفيك في كندا.

## وصلات خارجية
- جايسون إليوت على موقع دوري الهوكي الوطني (الإنجليزية)
- جايسون إليوت على موقع EliteProspects.com (الإنجليزية)
- جايسون إليوت على موقع HockeyDB.com (الإنجليزية)